# Kedyw
Kedyw (pronunție în poloneză [ˈkɛdɨf], acronim parțial de la Kierownictwo Dywersji – cu sensul de „Direcția de Diversiune”, nume complet Kierownictwo Dywersji Komendy Głównej Armii Krajowej – cu sensul de „Direcția de Diversiune a Cartierului General al Armatei Teritoriale”) a fost o unitate poloneză a Armatei Teritoriale (Armia Krajowa) din Al Doilea Război Mondial care a efectuat misiuni de sabotaj, propagandă și operațiuni armate de luptă împotriva forțelor și colaboratorilor Germaniei Naziste de pe teritoriul Guvernământului General, în ținuturile poloneze încorporate celui de-al treilea Reich și statul german, precum și acțiuni de pacificare în teritoriile locuite de ucraineni.

## Operațiuni

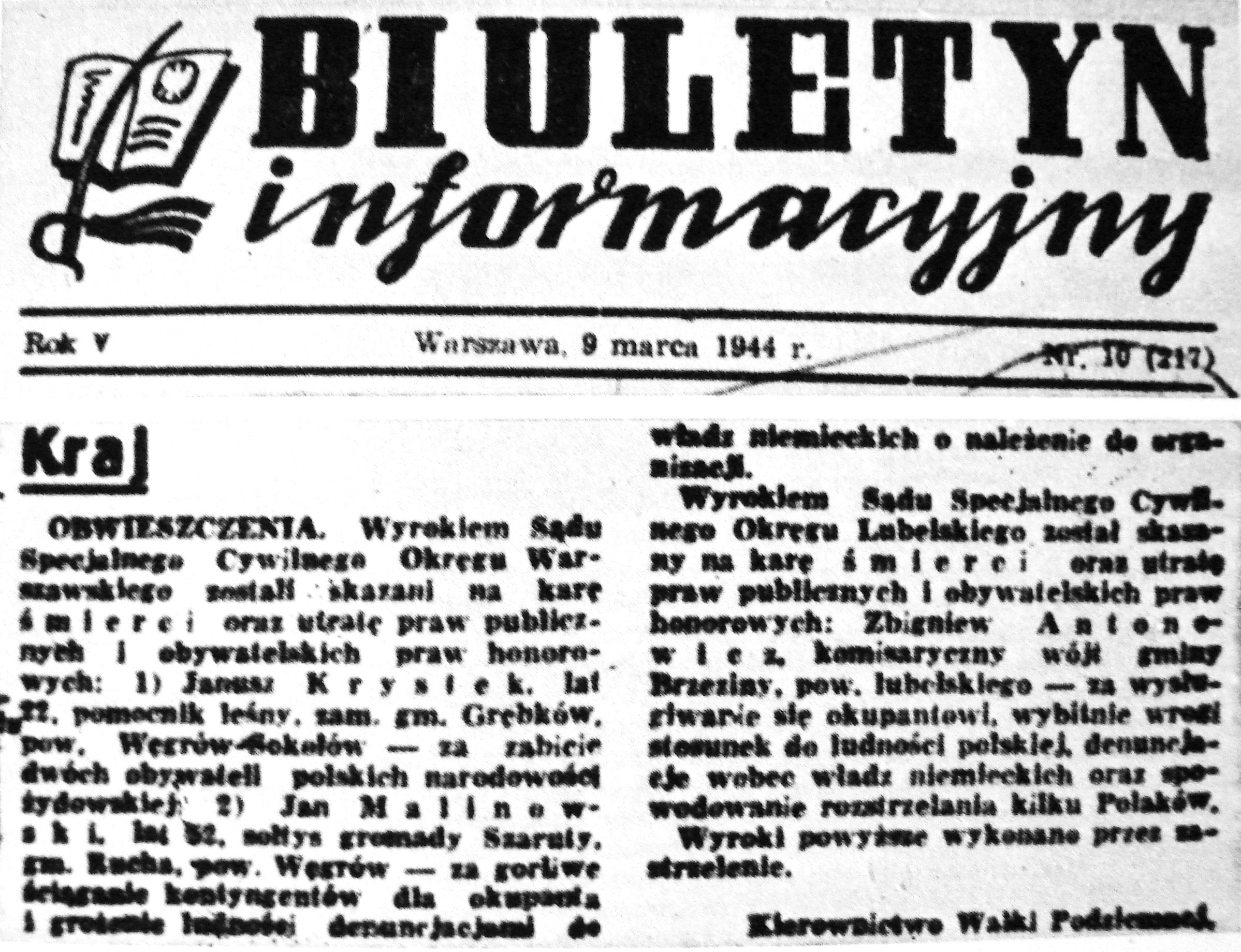
din 9 martie 1943, informând despre executarea pedepsei cu moartea pentru „uciderea a doi cetățeni de naționalitate evreiască poloneză” de către Kedyw.

Kedyw a fost creat la 22 ianuarie 1943, pe baza a două organizații anterioare ale Armia Krajowa: Związek Odwetu⁠(d) (Asociația Retalierii) și Wachlarz⁠(d). Inițial, unitățile erau mici și aveau baza în oraș. În cele din urmă, pe măsură ce s-au strâns mai mulți membri, unii s-au mutat în zonele împădurite pentru a începe un război de partizani. Kedyw a organizat fabrici de arme și muniție, școli militare, operațiuni de informații, contrainformații, spitale de campanie și o rețea de comunicații.

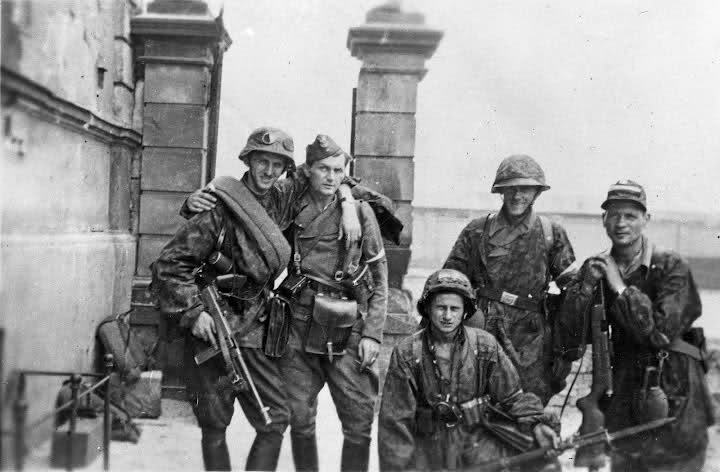
Insurgenții Kedyw pl pe strada Stawki din districtul în Revolta de la Varșovia 1944

Cei mai mulți membri ai Kedyw au fost cercetași de la Związek Harcerstwa Polskiego⁠(d) și organizația sa de război, Szare Szeregi⁠(d). Mulți dintre ofițeri erau Cichociemni⁠(d), care erau agenți speciali antrenați în Regatul Unit și parașutați în Polonia ocupată. Grupuri Kedyw selectate (patrula) au efectuat operațiuni în toată Polonia ocupată. Cele mai notabile tipuri de operațiuni au fost: sabotarea căilor ferate, podurilor și drumurilor (incendierea trenurilor și a depozitelor de combustibil); distrugerea sau deteriorarea fabricilor de arme care au lucrat pentru Wehrmacht; eliberarea a sute de prizonieri și ostatici (o astfel de operațiune celebră a avut loc la 26 martie 1943 și este cunoscută sub numele de „Akcja pod Arsenałem”); execuții ale colaboratorilor și trădătorilor naziști condamnați de o instanță secretă (un colaborator a fost Igo Sym, un actor polonez care i-a informat pe germani despre operațiunile Armatei Interne); Operațiunea Centura (în poloneză: Akcja Taśma); execuții ale unor indivizi deosebit de brutali din rândul trupelor de ocupație germane, Gestapo, SS și poliție - Operațiunea Șefii (printre cei executați s-au numărat: generalul SS și de poliție Franz Kutschera⁠(d), ucis la 2 februarie 1944, SS-Hauptscharfuhrer August Kretschmann, comandantul lagărului de concentrare Gęsiówka⁠(d), SS-Rottenführer Ewald Lange, SS-Obersturmführer Herbert Schultz - Obersführer Franz Bürkl⁠(d) și mulți alții, peste 2.000 de persoane. Astfel de persoane au fost condamnate oficial la moarte pentru crimele lor de către tribunalul statului secret polonez. Mulți nu au suportat presiunea și s-au întors în Reich).

## Revolta de la Varșovia
Înainte de Revolta de la Varșovia, majoritatea unităților Kedyw din zona Varșoviei au fost mutate în oraș și grupate în batalioane de infanterie. Printre acestea se numără „Zośka”, „Parasol” și „Miotła”. După ce au izbucnit luptele, majoritatea forțelor Kedyw s-au alăturat Grupului Radosław. Unitățile Kedyw au fost printre cele mai de succes trupe din Revoltă. Cercetașii nu numai că aveau mai multă experiență decât mulți soldați obișnuiți, dar au reușit și să adune mai multe provizii și arme.
Unitățile Kedyw au luat parte pentru prima dată la preluarea controlului asupra districtului Wola⁠(d) din Varșovia. După două zile de lupte grele în Cimitirul Powązki în care toate atacurile germane au fost respinse cu pierderi grele, unitățile s-au retras peste noapte în centrul orașului și în Starówka (orașul vechi), unde s-au regrupat și și-au apărat sectoarele până la capitularea revoltei în octombrie 1944.

## Comandanți
Comandanți ai Kedyw au fost: generalul de brigadă Emil August Fieldorf⁠(d) (Nil) (până în martie 1944) și Jan Mazurkiewicz⁠(d) (Radosław) (până în august 1944).